# Tragon
Tragon – rodzaj chrząszczy z rodziny kózkowatych i podrodziny zgrzypikowych.

## Zasięg występowania
Przedstawiciele tego rodzaju występują w Afryce Zachodniej i Środkowej.

## Systematyka
Do Tragon należy 5 gatunków:
- Tragon mimicus
- Tragon pulcher
- Tragon signaticornis
- Tragon silaceoides
- Tragon suturalis